# Marehan
Os Marehan (em somali:  Mareexaan, em árabe: مريحان, Marehan bin Ahmed bin Abdirahman bin Is'mail bin Ibrahim al Jaberti)  são um clã somali. Eles são um dos principais sub-clãs Darod, formando uma parte da confederação dos clãs Sade. A maioria dos Marehan vivem em Jubbada Hoose , Gedo e regiões de Jubbada Dhexe  (Gobolka) no sudoeste da Somália, bem como as regiões de Galguduud e Mudug no centro da Somália, no Ogaden, e na Província Noroeste.

## Árvore do clã
Não há nenhum acordo claro sobre o clã e as sub-estruturas do clã e muitas linhagens são omitidas. A lista a seguir é baseada em Conflict in Somalia: Drivers and Dynamics de 2005 do Banco Mundial e na publicação do Home Office do Reino Unido , Somalia Assessment 2001.
- Darod (Daarood)
  - Marehan
    - Red Dini
    - Rer Hassan
    - Eli Dheere

  - Kabalah
    - Absame
      - Ogaden
        - Makabul
        - Mohamed Zubeir
        - Aulihan

      - Jidwaq

    - Harti
      - Reer-Darwiish (Reer-Darawiish)
      - Warsangali (Warsengeli)
      - Majeerteen (Mijerteen)
        - Omar Mahmud
        - Issa Mahmud
        - Osman Mahmoud (Osman Mahmud)

Na parte sul central da Somália o Banco Mundial mostra a seguinte árvore de clãs:
- Darood
  - Kablalah
    - Koobe
    - Kumade

  - Isse
  - Sade
    - Mareehan
    - Facaye

  - Ortoble
  - Leelkase (Lelkase)

Em Puntland, o Banco Mundial apresenta o seguinte:
- Darod
  -     - Harti
    - Ogaden

  - Marehan
  - Awrtable
  - Lelkase